# Бонд, Стивен
Стивен Рой Бонд (англ. Stephen Roy Bond; род. 18 июля 1963, Линкольн, Англия) — английский экономист, профессор экономики Оксфордского университета, соавтор теста Арельяно — Бонда.

## Биография
Родился 18 июля 1963 года в Линкольне.
В 1984 году окончил Королевский колледж (Кембридж) со степенью бакалавра по экономике. В 1986 году получил степень магистра философии по экономике в Наффилд-Колледже при Оксфордском университете. В 1990 году был удостоен докторской степени по экономике в Уодхэм-колледже при Оксфордском университете после защиты диссертации на тему «Поведенческий фактор спроса фирм» под научным руководством профессора Стивена Никеля.
Свою преподавательскую деятельность начал в должности научного сотрудника в 1986—1993 годах, директора корпоративного сектора в 1993—2000 годах Института финансовых исследований. Также был младшим научным сотрудником в 1988—1990 годах в Уодхэм-колледже при Оксфордском университете, научным сотрудником в Институте экономики и статистики при Оксфордском университете в 1990—1993 годах, научным сотрудником в Наффилд-Колледже при Оксфордском университете в 1990—1993 годах.
Является заместителем директора Центра государственной политики (ESRC) Института финансовых исследований c 2000 года, сотрудником по государственного экономике в Наффилд-Колледже при Оксфордском университете с 1993 года, приглашенным профессором экономики в Оксфордском университете с 2004 года.

## Награды
- 2018 — Clarivate Citation Laureates[5].